# Beret
beret（ベレイ）は、男女2人によって構成される日本の音楽ユニット。徳間ジャパンコミュニケーションズに所属。1997年に結成し、2006年に解散した。

## 概要・来歴
1997年に北海道にて結成。1999年6月19日、Sony Recordsよりシングル「やさしい花びら/暖かい場所」」でメジャー・デビュー。その後インディーズでの活動を経て、徳間ジャパンコミュニケーションズから再デビュー。2006年2月22日に2枚組ベストアルバム『best best beret!!』の発表を以て解散した。

## メンバー
後藤圭子（ごとう けいこ）
ボーカル担当。北海道旭川市出身。
奥原貢（おくはら みつぐ）
ギター担当。北海道小樽市出身。
解散後「Gira mundo」（ジーラ ムンドゥ）というブラジル音楽を取り扱うレーベルを立ち上げた。また、島袋寛子のジャズプロジェクトCoco d'Orの楽曲プロデュース、女性ヴォーカリストjenny01の楽曲の作編曲も手がけている。

## タイアップ一覧
| 使用年 | 曲名                   | タイアップ                                         |
| ------ | ---------------------- | -------------------------------------------------- |
| 2003年 | ナチュラルビューティー | テレビ朝日系『朝いち!!やじうま』テーマソング       |
| 2004年 | う、ふ、ふ、ふ         | テレビ朝日系『朝いち!!やじうま』オープニングテーマ |
| 2004年 | う、ふ、ふ、ふ         | テレビ神奈川（TVK）『HAMA大国』エンディングテーマ  |